# Нікола Коев
Нікола (Кольо) Коев Ніколов, названий Мамин Колю, болгарський революціонер, лідер ВМОРО, борець за свободу болгар в Македонії та Фракії.

## Біографія
Нікола Коев народився в Хасково в 1880 році. Племінник воєводи Тане Ніколова. Він здобув базову освіту та від січня 1901 до листопада 1902 року служив у 10-тому родопському піхотному полку. Він приєднався до ВМОРО ще під час служби й одразу після звільнення виїхав до Софії, де були сформовані організаційні групи для збройної боротьби в Македонії. У 1903 році увійшов до Македонії як послідовник Івана Наумова Алябака.
Під час Іллінденського повстання з Костою Христовим Попето спалюють Крушевські жандармські казарми. Після придушення повстання Мамин Колю повернувся до Болгарії. У 1904 році в Софії разом з Іваном Алябакою він обстріляв екіпаж турецького консула, в результаті чого був поранений його гавазин, і після цього скандалу влада була змушена їх захопити і засудити. Через півроку, без надання амністії, їх вивезли з в'язниці і порадили зникнути з поля зору влади. Мамін Колю відразу вирушає до Македонії, а з 1905 року в Гурьєту — слідами Кости Попетто, Івана Наумова, Апостола Петкова та Ічко Гупчева . Після реакційної контр-репатріації з загоном Христа Чернопеєва брав участь у походіі до Цариграда для розстановки султана і його перенесення в Салоніки.

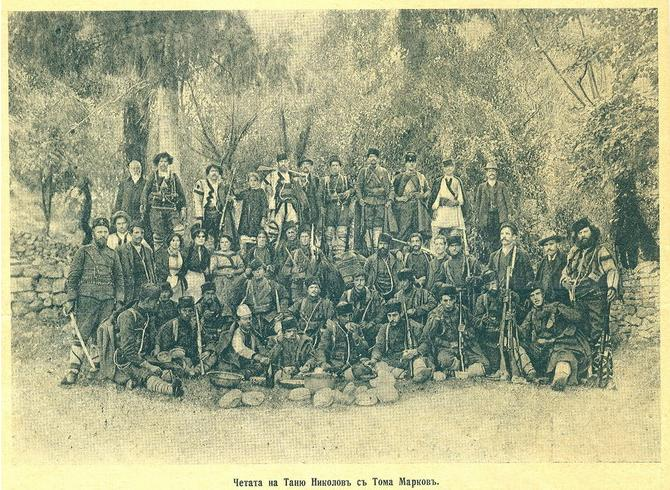
Загін Тане Ніколова, що захищав прохід Елідже влітку 1913 року. Підвоєвода Мамин Колю знаходиться посередині верхнього ряду з рушницею на плечі

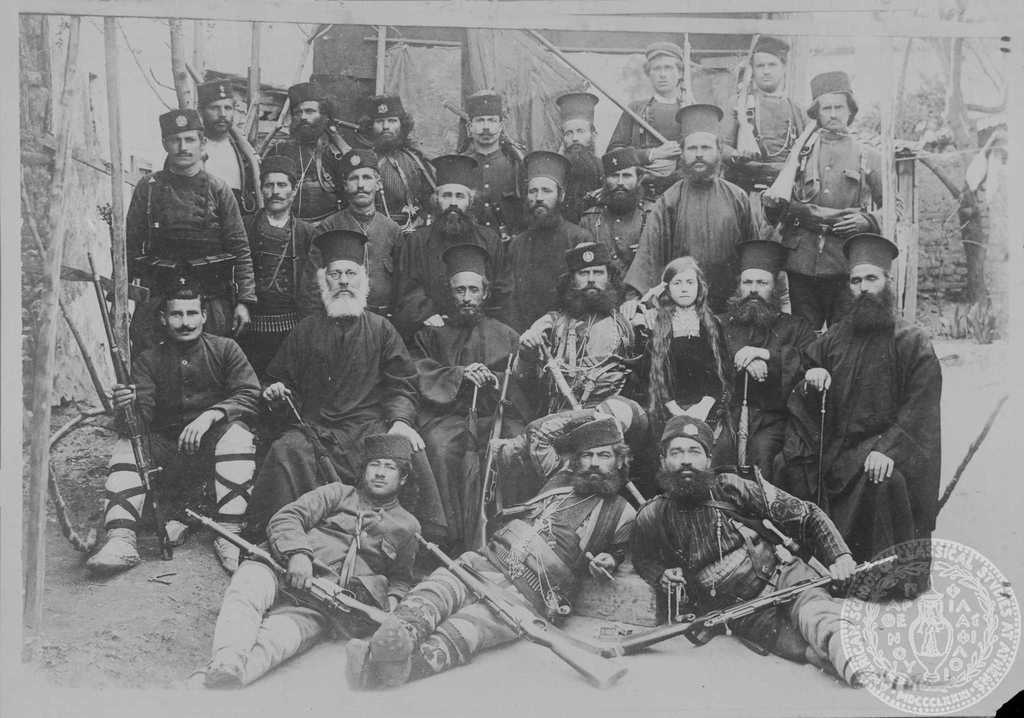
Християнське братство Тане Ніколова (посередині). Перед воєводою лежить Мамин Колю. Праворуч від воєводи батюшка Ной Ангелов (піп Нойко), а перед ним батюшка Стронгелов з Турян. Ліворуч від воєводи, поруч з маленькою дівчинкою, знаходиться архімандрит Стоян Шоков, майбутній екзарх Стефан

З 1912 року Мамин Колю був підвоєводою і байрактаром у загоні свого дядька Тане Ніколова. Він брав участь у Балканській війні . Під час оборони Елідже — незалежний воєвода.
Взимку і ранньою весною 1913 р. був учасником Апостольської місії Болгарського екзархату в горах Родопи.
Після звільнення Західної Фракії Мамин Колю живе в селі Кушланлі, Гюмюрджинско і з 1914 по 1919 жив у Ксанті і Гумюрджіна, деякий час знаходиться на службі в якості болгарського гвардійця. У період 1920—1924 рр. співпрацював у Хасково і Західній Фракії ВТРО.
Після 1924 р. він відійшов від революційної діяльності і до 1945 р. був мельником в Асеновграді разом з Тане Ніколовим. З 1949 р. до своєї смерті в 1961 р. жив у рідному місті Хасково.
Мамин Колю — яскрава особистість, яка перетворилася на улюбленця народу Македонії та Фракії, оспівана в багатьох народних піснях, що лунають на всій болгарській етнічній території — від Гори до Північної Добруджі.